# Festejo

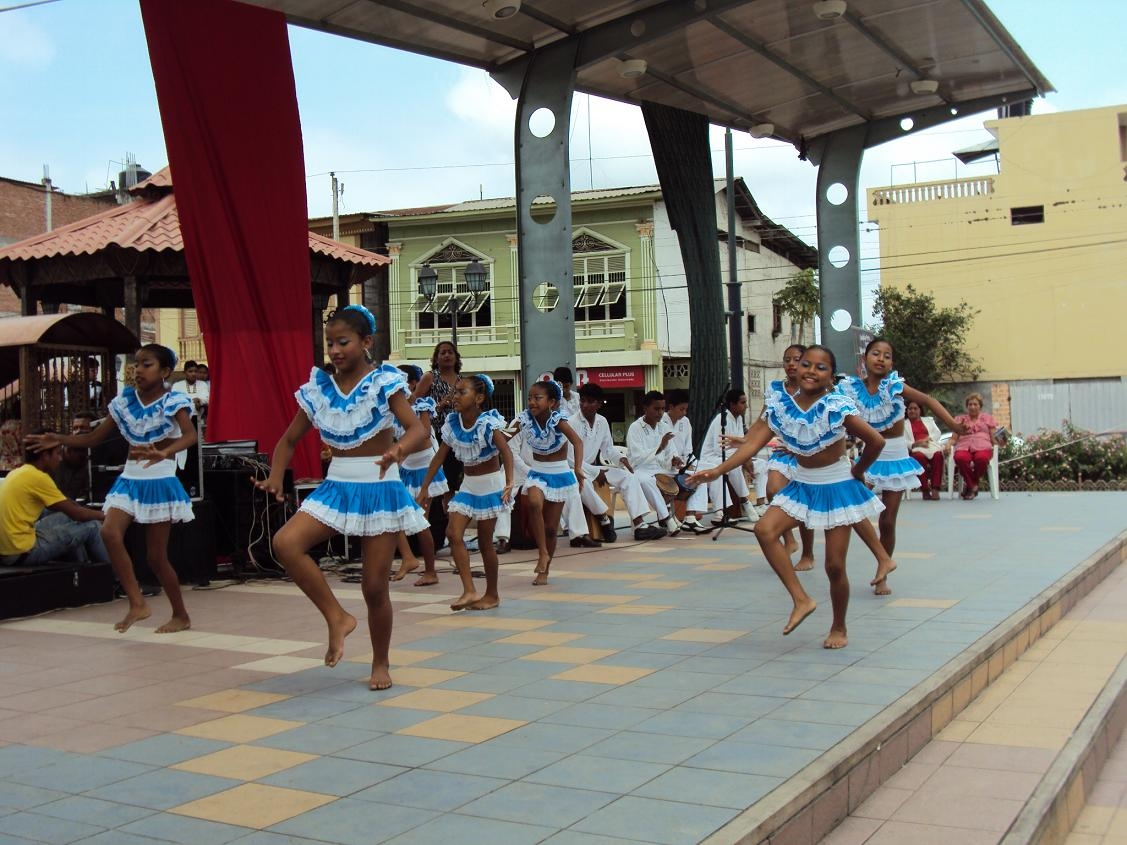
Le Festejo, une danse afro-péruvienne pleine de rythme et de passion. Les danseurs expriment leur joie à travers des mouvements énergiques.

Le Festejo est une danse festive afro-péruvienne originaire la région d’Ica et de Lima. Elle peut se danser en couples ou en solo, généralement par des jeunes gens, et possède un rythme érotique lié au rite de l'amour, comme acte de virilité, de jeunesse, de vigueur et de fertilité.
Comme danse, dans sa théorie et sa pratique, elle se perpétue de génération en génération, en particulier dans le corps et la mémoire rythmique des noirs, des zambos et des mulâtres.

## Origine
Au Pérou, le métissage culturel des musiques des afro-descendants avec les rythmes indigènes et européens a donné naissance à de nouvelles formes musicales telles que le festejo, le landó, la zamacueca et à des instruments comme le cajón, la cajita, la quijada de burro, la carrasca.
Le mot « festejo » vient du mot espagnol « festejar » qui signifie fêter ou célébrer. Les paroles sont généralement des sujets festifs.
Comme dans la plupart des formes folkloriques d'Amérique latine, la structure musicale des genres du folklore péruvien trouve sa correspondance dans la danse. Le Festejo a été créé par les habitants noirs qui ont été amenés au Pérou de l'Afrique (Congo, Angola et Mozambique) durant le XVIIe siècle et achetés par les conquistadors espagnols pour réaliser des travaux agricoles dans les Andes. Les Festejos peuvent également dépeindre les luttes de ces Péruviens noirs. Un festejo célèbre s'appelle "Compadre Nicolas". Dans cette chanson, Nicolas vient de Lima avec des nouvelles de la libération de tous les esclaves, mais les propriétaires d'esclaves ne veulent pas accorder leur liberté.
La musique afro-péruvienne constitue un élément identitaire fort de la culture du Pérou qui rassemble à la fois les racines de son peuple et les nouveaux éléments musicaux qui émergent au fil du temps. En ce sens, le lyrique joue un rôle important dans la recréation de l'histoire des Afro-descendants, la mémoire des injustices subies et le maintien de leur tradition.
Comme on le sait aujourd'hui, le festejo est une danse de parade nuptiale, elle se danse à deux et est très érotique dans ses mouvements. Il constitue l'une des plus anciennes danses afro-péruviennes.

## Musique

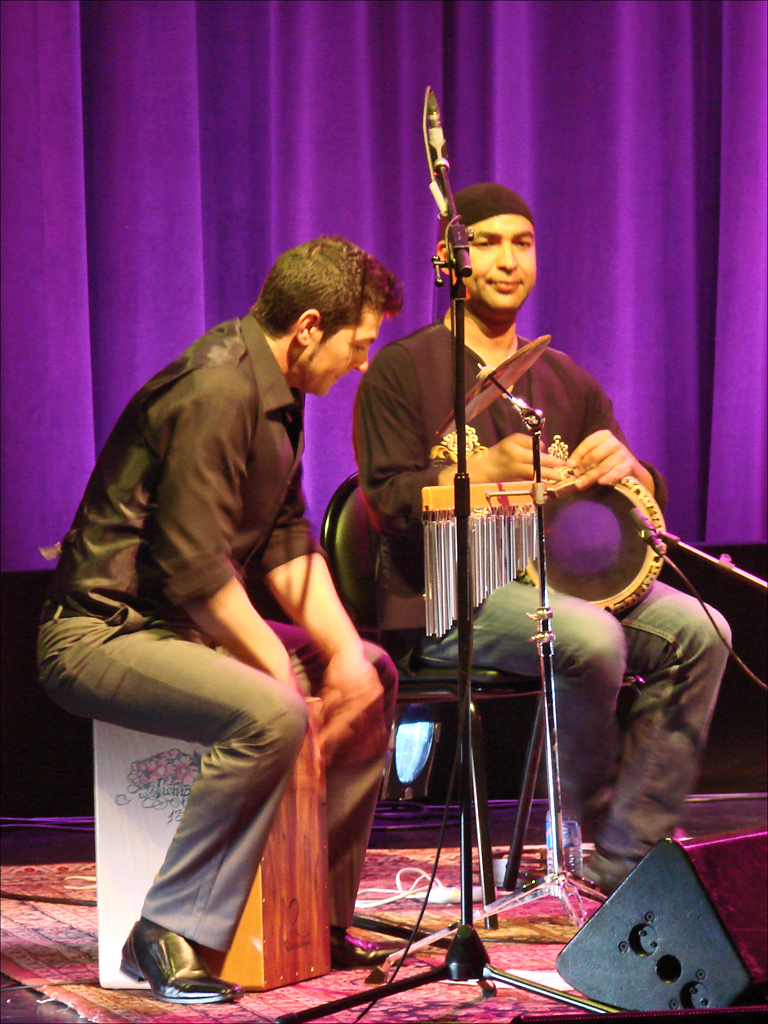
Le cajón, instrument afro-péruvien.

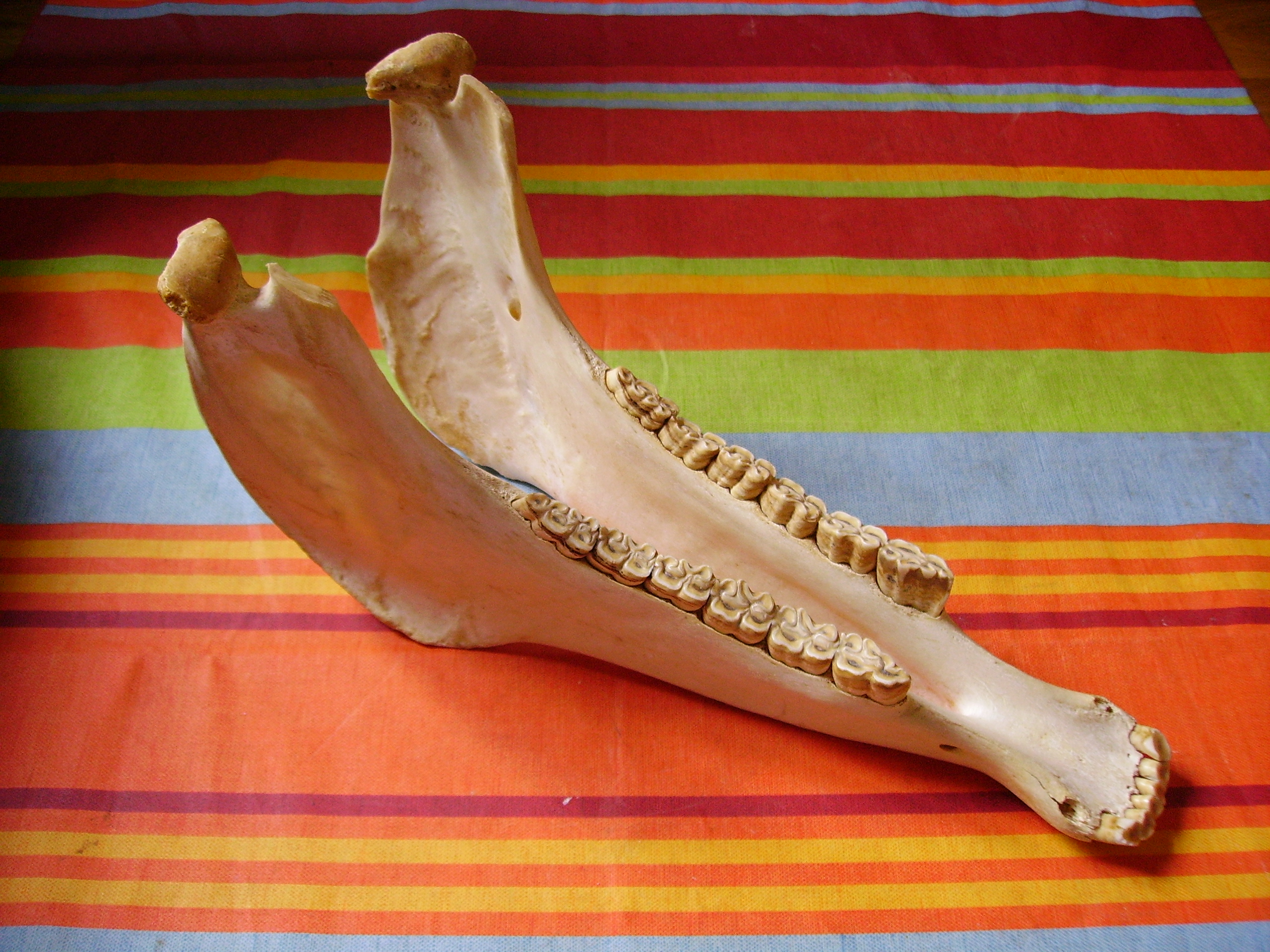
Quijada de burro, instrument péruvien.

La base de tout Festejo est le rythme, qui est créé avec des instruments péruviens comme le cajón, la quijada de burro, la cajita, mais aussi avec des instruments africains comme les congas et le bongo.
Parmi les instruments de musique qui accompagnent les rythmes afro-péruviens, on trouve le cajón (une boîte en bois que les esclaves utilisaient pour reproduire les rythmes de leur patrie africaine).
La quijada de burro est l'os de la mâchoire d'un âne, avec des dents lâches qui claquent quand il est frappé par le côté. Cet instrument est utilisé pour souligner certains des principaux temps du rythme et peut ajouter à l'excitation d'une chanson lorsque les danseurs s'y plongent vraiment.
La cajita est une petite boîte accrochée autour du cou. Il se joue avec une main ouvrant et fermant le dessus, et l'autre frappant le côté avec un bâton. Il garde un rythme régulier et met l'accent sur la structure polyrythmique de base de la chanson.
Les congas sont une importation de la musique cubaine et ajoutent de la texture et de la complexité rythmique à la musique.
Le Festejo est un rythme 6/8 typique et est représentatif du métissage noir péruvien.

## Danse
Selon le musicologue William Tompkins, au début des années 1900, la chorégraphie originale était presque complètement perdue. C'est à partir de 1949, qu'une chorégraphie standard pour la célébration commence à être générée dans «l'École de musique et de danse folklorique péruvienne» (aujourd'hui l'École nationale supérieure de folklore José María Arguedas).
Pendant la chorégraphie il est commun de voir des mouvements pelvien-ventraux. Elle est agile et dynamique. Les gestes, les mouvements des bras, des hanches et des jupes ou polleras (jupe traditionnelle des Andes) ce sont les éléments qui rendent cette danse unique.

## Vêtements
Les vêtements avec lesquels les groupes de danse représentent la célébration sont inspirés des aquarelles de Pancho Fierro (dont l'œuvre graphique retranscrit le quotidien du Pérou au XIXe siècle) et des vêtements des descendants africains de la fin de la vice-royauté et du début de la République,.
Le costume des hommes est composé d’une chemise, un pantalon et un foulard attaché à la taille. Celui des femmes est composé d’un foulard dans les cheveux, une robe ou une jupe blanche, ou rouge. Aucun des deux n’utilise de chaussures.